# 松永共広
松永 共広（まつなが ともひろ、1980年6月27日 - ）は、静岡県焼津市出身の男子レスリング選手（55kg級）。ALSOK綜合警備保障所属。2008年北京オリンピック銀メダリスト。

## 経歴
飛龍高等学校（旧沼津学園高等学校、同級生に伊代野貴照）、日本体育大学卒業。身長163cm。実家は常照寺という浄土宗寺院。
2017年より神奈川大学レスリング部コーチを務める。

北京オリンピックでは決勝でアメリカのヘンリー・セジュードに敗れるも銀メダルを獲得した。なお、準決勝では世界チャンピオンであるロシアのベシク・クドゥホフを破るも、その際にクドゥホフが松永の左頬骨を噛み付いてきたが、審判はそれに気付かなかった。

## 人物
6歳の時に得度しており、現役の僧侶である。北京オリンピックでメダルを獲得した際には、「阿弥陀さまに線香をあげて報告したい」とのコメントを残している。勝っても負けてもそれを表情に出さないクールな性格をみせる。

## 主な戦績
2001年
- 全日本選抜選手権 3位（54kg級）
- 国民体育大会 1位（54kg級）
- 全日本レスリング選手権大会 1位

2002年
- 世界学生選手権 1位

2003年
- アジア選手権 6位

2004年
- 全日本レスリング選手権 1位

2005年
- ヤシャドク国際大会 1位
- ダンコロフ国際大会 1位
- アジア選手権 3位
- ジオルコウスキ国際大会 1位

2008年
- アジア選手権 1位（北京オリンピック出場が決定）
- 北京オリンピック 2位（55kg級）